# NGC 503
NGC 503 (PGC 5013) je čočková galaxie v souhvězdí Ryb vzdálená 265 milionů světelných let. Její zdánlivá jasnost je 14,1m, úhlová velikost 0,9′ × 0,7′. V katalogu NGC je popsána „velmi slabá, malá, 4′ jihozápadně od ní je hvězda”. Tou hvězdou je HD 8347.
Galaxii objevil 13. srpna 1863 astronom Heinrich Louis d'Arrest. Objev učinil v Kodani zrcadlovým dalekohledem o průměru 275 mm.